# Божа-Воля (Ґродзиський повіт)
Божа-Воля (пол. Boża Wola) — село в Польщі, у гміні Баранув Ґродзиського повіту Мазовецького воєводства.
Населення — 660 осіб (2011).
У 1975-1998 роках село належало до Скерневицького воєводства.

## Демографія
Демографічна структура станом на 31 березня 2011 року:
|          | Загалом | Допрацездатний вік | Працездатний вік | Постпрацездатний вік |
| -------- | ------- | ------------------ | ---------------- | -------------------- |
| Чоловіки | 310     | 62                 | 227              | 21                   |
| Жінки    | 350     | 70                 | 208              | 72                   |
| Разом    | 660     | 132                | 435              | 93                   |